# Бетюн, Луи-Мари-Виктор де
Граф Луи-Мари-Виктор де Бетюн (фр. Louis-Marie-Victor de Béthune; ок. 1670 — 19 декабря 1744) — французский военный деятель.

## Биография
Второй сын Франсуа-Гастона де Бетюна, графа де Сель, и Мари-Луизы де Лагранж д'Аркьен.
Начал службу гардемарином, затем провел несколько кампаний как мушкетер. Перебравшись в Польшу, 13 лет командовал пехотным полком, затем мушкетерской ротой польского короля.
Вернувшись во Францию, 15 июня 1704 стал кампмейстером кавалерийского полка Сен-Пуанжа, позднее расформированного. Участвовал с этим полком во Втором Гохштедском сражении, в 1705 году служил в Мозельской армии, в 1706 году участвовал во взятии Друзенхайма, Лаутербурга и острова Маркизат.
В 1707 году принимал участие в походах маршала Виллара во Франконию и Швабию, в 1708—1710 годах служил в Рейнской армии. 25 мая 1709 стал кампмейстером Бургундского полка, затем расформированного. В 1711 году переведен во Фландрскую армию, в следующем году участвовал в атаке Денена и осадах Дуэ и Ле-Кенуа. В 1713 году переправился через Рейн и участвовал в осадах Ландау и Фрайбурга.
1 февраля 1719 произведен в бригадиры, 26 сентября того же года получил кавалерийский полк своего имени, которым командовал в Маасском (1730) и Мозельском (1732) лагерях.
20 февраля 1734 произведен в лагерные маршалы. Передал полк сыну и покинул службу. В 1737 году получил должность великого камергера Станислава Лещинского, короля Польского, герцога Лотарингии и Бара.

## Семья
1-я жена (18.03.1708): Генриетта д'Аркур де Бёврон (1679—6.08.1714), дочь Франсуа д'Аркура, маркиза де Бёврона, и Анжелики Фабер, маркизы де Ла-Мейере, виконтессы де Лильбонн
Дети:
- Луи-Мари-Виктор (р. 21.07.1712)
- Франсуа-Мари-Сезар (17.09.1713—6.1733), называемый маркизом де Бетюн, кампмейстер кавалерийского полка
- Мари-Казимира-Тереза-Эмманюэль (14.02.1709—3.03.1755). Муж 1) (5.03.1727): Франсуа Руссель де Медави (ум. 1728), маркиз де Грансе, генерал-лейтенант, губернатор Дюнкерка; 2) (15.09.1729): Шарль-Луи-Огюст Фуке, герцог де Бель-Иль, маршал Франции
- Луиза-Мари-Франсуаза-Аманда (15.01.1710—6.06.1711)
- Франсуаза-Анжелика (8.05.1711—11.03.1714)

2-я жена (контракт 17.09.1715): Мари-Франсуаза Потье (р. 5.12.1697), дочь Франсуа-Бернара Потье, герцога де Трема, и Мадлен-Луизы-Женевьевы де Сегльер де Буафран
Дети:
- Арман-Луи-Франсуа (23.12.1717—19.01.1741), убит на задержанном англичанами военном корабле
- Жоашен-Казимир-Леон (20.07.1724—19.12.1769), граф де Бетюн. Жена (19.03.1749): Антуанетта-Мари-Луиза де Кроза (18.04.1731—19.03.1809), дочь Луи-Антуана де Кроза, барона де Тьер в Оверни, генерального наместника Шампани, и Мари-Луизы-Огюстины де Лаваль-Монморанси
- Мари-Элеонора-Огюста (р. 30.01.1730). Муж (27.03.1748): Луи-Арман де Сегльер, маркиз де Суайекур, ее кузен